# Ochrotrichia obovata
Ochrotrichia obovata is een schietmot uit de familie Hydroptilidae. De soort komt voor in het Neotropisch gebied.